# Грохольский, Роман Андреевич
Роман Андреевич Грохольский (род. 1960) — российский актёр, артист Московского музыкально-драматического цыганского театра «Ромэн». 
Заслуженный артист Российской Федерации (2001). Народный артист Российской Федерации (2007).

## Биография
С девяти лет начал заниматься боксом: участвовал в соревнованиях, был чемпионом Прибалтики, чемпионом Латвии, входил в сборную Латвии. Окончив Елгавскую 5-ю среднюю школу, поехал подавать документы в физкультурный институт в Москве, но поступил учиться в цыганскую студию театра «Ромэн» на базе музыкального училища имени Гнесиных. Окончил студию училища им. Гнесиных, затем режиссерский факультет ГИТИС.
Также окончил Российскую академию государственной службы при президенте Российской Федерации. Является советником члена президиума президентского совета по реализации приоритетных национальных проектов, руководителем секретариата рабочей группы комиссии по социальному развитию и демографической политики общественной палаты Российской Федерации, а также сопредседателем Центра противодействия коррупции в органах государственной власти.
В 2010 году создал национальный совет по культуре, искусству и социальной защите цыган России, став его председателем.

### Семья
Отец — Андрей Васильевич Матусевич — цыган, глава рода Тэвэра. Участник Великой Отечественной войны, ушёл на фронт добровольцем и прошёл всю войну разведчиком, уволился в запас майором.
Жена — Ляля Жемчужная, артистка театра «Ромэн». Дети — сын Андрей (род. 1989), актер театра «Ромэн»; дочь Настя, студентка.

## Награды
- Орден Дружбы (5 июня 2021) — за заслуги в развитии отечественной культуры и искусства, многолетнюю плодотворную деятельность
- Народный артист Российской Федерации (8 марта 2007) — за большой вклад в развитие театрального искусства и многолетнюю творческую деятельность[2]
- Заслуженный артист Российской Федерации (23 декабря 2001) — за заслуги в области искусства[3]

## Творчество

### Театр Ромэн
- «Плясунья — дочь шатров» − Ефим Васильевич
- «Вива, Кармен!» − Хосе
- «Тайна голубого камня» — Чарана
- «Колдовская любовь» — Леонардо
- «Подкова счастья» — Галушка
- «Колокола любви» — Фролло

### Фильмография
- 2001 — «Дальнобойщики» (16-я серия «Свой бизнес») — цыганский барон Талисман
- 2005 — «Талисман любви» — Сенька
- 2009 — «Кармелита. Цыганская страсть» — Лекса Саппоро
- 2010 — «Зверобой-2» — Драго Михайлов
- 2011 — «Лектор» — Хавели
- 2017 — «Один против всех» — цыганский барон Рамир Кемалов
- 2025 — «Цыгане. Улица Шекспира» — Шандор, криминальный авторитет